# Найвродливіша дружина
«Найвродливіша дружина» (італ. La Moglie più bella) — італійський фільм-драма Даміано Даміані, заснований на історії протистояння італійки Франки Віоли «шлюбу для захисту честі» з чоловіком, що викрав і ґвалтував її. Художній фільм вийшов 12 березня 1970 року з Алессіо Орано і Орнеллою Муті в головних ролях.

## Сюжет
Щоб здобути авторитет у мафії, 22-річний Віто намагається одружитись з 16-річною Франческою попри її небажання.
Це була перша кінороль і для 14-річної Орнелли Муті, і для 25-річного Алессіо Орано.

## У ролях
- Орнелла Муті — Франческа Чимароза;
- Алессіо Орано — Віто Ювара;
- Тано Чимароза — Гаетано Чимароза, батько Франчески.